# マンデーラ
マンデーラ（伊: Mandela）は、イタリア共和国ラツィオ州ローマ県にある、人口約900人の基礎自治体（コムーネ）。

## 地理

### 位置・広がり
ローマ県東部に位置するコムーネ。ティヴォリから北東へ約13km、ローマ中心部から東北東へ約41km、アヴェッツァーノから西へ約42km、ラクイラから南西へ約53kmの距離にある。

#### 隣接コムーネ
隣接するコムーネは以下の通り。
- リチェンツァ - 北
- ペルチーレ - 北
- チネート・ロマーノ - 北東
- ロヴィアーノ - 東
- アンティーコリ・コッラード - 東
- サラチネスコ - 南東
- ヴィコヴァーロ - 西
- ロッカジョーヴィネ - 北西

### 地勢
町域をアニェーネ川が流れる。

### 気候分類・地震分類
マンデーラにおけるイタリアの気候分類 (it) および度日は、zona D, 2075 GGである。
また、イタリアの地震リスク階級 (it) では、zona 2B (sismicità media) に分類される。

## 行政

### 山岳部共同体
広域行政組織である山岳部共同体「アニエーネ山岳部共同体」 (it:Comunità montana dell'Aniene) （事務所所在地: アーゴスタ）に属する。

## 交通

### 道路
高速道路（アウトストラーダ）
- アウトストラーダ A24
〔ローマ - ティヴォリ〕 - ヴィコヴァーロ＝マンデーラ - 〔ラクイラ - テルニ〕

国道・主要道路
- SR5 (it:Strada statale 5 Via Tiburtina Valeria) 
〔ローマ - ティヴォリ〕 - マンデーラ - 〔アヴェッツァーノ - ペスカーラ〕

### 鉄道
トレニタリア (FS)
- ローマ＝スルモーナ＝ペスカーラ線 (it:Ferrovia Roma-Sulmona-Pescara) 
ヴァッレ・デッラニエーネ＝マンデーラ＝サンブーチ駅 (it:Stazione di Valle dell'Aniene-Mandela-Sambuci)